# بوندز نغالا
بوندز نغالا (بالإنجليزية: Bondz N'Gala)‏ (مواليد 3 أكتوبر 1989 في فوريست غيت - إنجلترا) لاعب كرة قدم إنجليزي يلعب حاليا لصالح نادي الدرجة الممتازة وست هام يونايتد الإنجليزي منذ 2006 في مركز قلب الدفاع .

## روابط خارجية
- بوندز نغالا على موقع قاعدة بيانات كرة القدم.إي يو (الإنجليزية)
- بوندز نغالا على موقع Soccerbase.com (لاعب) (الإنجليزية)
- بوندز نغالا على موقع Soccerway.com (الإنجليزية)